# Schatten der Zeit
Schatten der Zeit ist ein deutscher Spielfilm von Florian Gallenberger aus dem Jahr 2004. Das Filmdrama über zwei Menschen, die sich im Leben immer wieder verpassen, spielt in Indien.

## Handlung
Ein alter Mann kommt in eine stillgelegte Teppichfabrik und erinnert sich seiner Kindheit.
Als Kind wurde er, Ravi, an eine Teppichfabrik verkauft und führte Tätigkeiten als Färber und Teppichknüpfer aus. Er hat es sich zum Ziel gesetzt, so viel Geld zusammenzusparen, dass er sich freikaufen kann. Auch das Mädchen Masha wurde von ihrem Vater an den Manager der Teppichfabrik verkauft, sie arbeitet im ohrenbetäubenden Lärm der Jutemühle. Ravi und Masha verbindet eine Freundschaft und als Ravi bemerkt, dass Masha nach Kolkata an einen Mädchenhändler verkauft werden soll, nimmt er seine ganzen Ersparnisse zusammen und kauft sie frei. Sie verspricht Ravi, auf ihn an jedem Vollmond im größten Shiva-Tempel Kolkatas zu warten. Sie geht in die Stadt, wo sie jedoch von der Straße weggefangen wird und in einem Bordell landet.
Ravi, mittlerweile herangewachsen hat genug gespart, kauft sich aus der Zwangsarbeit aus und geht nach Kolkata. Dort findet er Arbeit bei einem alten Teppichhändler, dessen Enkelin Deepa an Ravi Gefallen findet. Masha, inzwischen Tänzerin in Vergnügungsviertel, geht noch immer voller Hoffnung bei Vollmond in den Shiva-Tempel; Ravi geht auch und glaubt sie zu erkennen, doch die verliebte Deepa ist ihm in den Tempel gefolgt und Masha läuft weg, da sie ihn für verheiratet hält.
Ravi verkauft an einen wohlhabenden Mann einen Teppich, der damit eine von ihm begehrte Frau, Masha, gewinnen möchte. Ravi gelingt es dann, das Teppichgeschäft zu erweitern und Handel mit Europa zu betreiben. Als eine seiner Warenlieferungen sehr lange beim Zoll liegt, begibt er sich verärgert auf die Zollbehörde, um dort den früheren Teppichkäufer als Manager zu treffen, der mit seinem Geschenk erfolgreich war. Bei einem gemeinsamen Essen treffen sich Masha und Ravi und sind perplex. Sie können sich ihrer gegenseitigen Attraktion füreinander nicht entziehen und beginnen eine außereheliche Affäre infolge deren Masha schwanger wird. Ihr Mann wird nach Kerala in Südindien versetzt und Masha fleht Ravi an, mit ihm durchzubrennen. Ravi kommt zum Abschied auf den Bahnhof, doch er kann seiner Welt nicht entfliehen.
Jahre später, Ravi hat mit seiner Frau inzwischen zwei Söhne, taucht Mashas Ehemann bei ihm auf. Er war hinter das Geheimnis der beiden gekommen und hat seine Frau und den nichtehelichen Sohn davongejagt. Ravi macht Masha im Prostituiertenviertel ausfindig, sie weist ihn zutiefst verletzt ab; als sie ihm doch noch hinterherläuft, ist er gerade mit der Fähre abgefahren.
Als Ravi als alter Mann die Teppichfabrik verlässt, wird er von einer alten Frau herangerufen, sie erzählen sich kurz ihre Lebenssituation. Die Frau hatte einen Sohn, der inzwischen schon tot ist. Nun wartet sie auf die einzige Liebe ihres Lebens, die sie in der Teppichfabrik kennengelernt hatte. Als Ravi gegangen ist, antwortet sie auf die Frage eines mit ihr lebenden Mädchens, wer das gewesen sei: Das war Ravi!, worauf das Mädchen dem Mann mit Unverständnis hinterherschaut.

## Auszeichnungen
Beim Bayerischen Filmpreis 2004 erhielt Florian Gallenberger den Nachwuchsregie-Preis und Jürgen Jürges die Auszeichnung in der Kategorie „Kamera“. Jürges und die Kostümbildnerin Lisy Christl waren für den Deutschen Filmpreis 2006 nominiert. Außerdem war Schatten der Zeit beim International Festival of Love Films in Mons (Belgien) als bester Film erfolgreich.
Die Deutsche Film- und Medienbewertung FBW in Wiesbaden verlieh dem Film das Prädikat wertvoll.